# Население на Екваториална Гвинея
Населението на Екваториална Гвинея според последното преброяване от 2015 г. е 1 222 442 души.

## Численост
Численост на населението според преброяванията през годините:
| Година | Численост |
| 1983   | 300 000   |
| 1994   | 406 151   |
| 2001   | 1 014 999 |
| 2015   | 1 222 442 |

## Възрастова сткруктура
(2006)
- 0-14 години: 41,7% (мъжe 113 083/ жени 111 989)
- 15-64 години: 54,5% (мъже 141 914/ жени 152 645)
- над 65 години: 3,8% (мъже 8886/ жени 11 592)

(2010)
- 0-14 години: 41,9% (мъжe 134 823/ жени 130 308)
- 15-64 години: 54% (мъже 167 820/ жени 174 238)
- над 65 години: 4,1% (мъже 11 574/ жени 14 678)

## Коефициент на плодовитост
- 2006-4.55
- 2010-5

## Расов състав
- 99,5 % – черни
- 0,5 % – бели (25 000)

## Език
Официални езици във Екваториална Гвинея са френски, испански и португалски.